# Campoletis rectangulator
Campoletis rectangulator är en stekelart som beskrevs av Aubert 1977. Campoletis rectangulator ingår i släktet Campoletis och familjen brokparasitsteklar. Inga underarter finns listade.